# Fortunio Liceti
Fortunio Liceti (en latín: Fortunius Licetus) (3 de octubre de 1577 – 17 de mayo de 1657), fue un médico y filósofo italiano, autor de una extensa serie de publicaciones sobre numerosos temas, que abarcaron desde la embriología hasta la astronomía (en la que sostuvo una prolongada controversia con Galileo).

## Semblanza
Liceti nació prematuramente en Rapallo, cerca de Génova, hijo de Giuseppe Liceti y de Maria Fini, mientras la familia se trasladaba desde Recco. Su padre era médico, e improvisó una incubadora con la que pudo salvarle la vida.
Desde 1595 hasta 1599, Liceti estudió con su padre, ingresando a continuación en la Universidad de Bolonia, donde estudió filosofía y medicina. Allí tuvo por profesores a Giovanni Costeo y Federico Pendasio, dos hombres a los que Liceti apreció tanto que llamó a su primer hijo (Giovanni Federico Liceti) en su honor. En octubre de 1599, su padre cayó fatalmente enfermo y Liceti regresó a Génova. El 23 de marzo de 1600, recibió su doctorado en filosofía y medicina.
El 5 de noviembre de aquel año, Liceti fue nombrado profesor de lógica en la Universidad de Pisa, y en 1605 obtuvo la cátedra de filosofía. El 25 de agosto de 1609, comenzó a impartir clases de filosofía en la Universidad de Padua. Elegido miembro de la Accademia dei Ricovrati en 1619, desempeñó varios cargos en el grupo. Habiéndosele denegado la cátedra en 1631 y 1637, Liceti se trasladó a la Universidad de Bolonia entre 1637 y 1645, donde enseñó filosofía. Por fin, el 28 de septiembre de 1645, la Universidad de Padua le invitó a regresar como primer profesor de medicina teórica, la más prestigiosa cátedra de medicina, y aceptó, conservando este puesto hasta su muerte. Durante su vida, Liceti permaneció adscrito filosóficamente a un punto de vista aristotélico, a pesar de que algunos estudiosos recientes, como Giuseppe Ongaro, han sugerido que no era un rígido dogmatista.
Murió el 17 de mayo de 1657, y fue enterrado en la iglesia de Sant'Agostino en Padua. La iglesia fue más tarde derribada, pero su lápida, inscrita con un epitafio compuesto por el propio Liceti, fue conservada, estando depositada actualmente en el museo Cívico de la ciudad.

## Amistad con Galileo
Liceti y Galileo Galilei fueron colegas en la Universidad de Padua durante casi un año, y de hecho, cuando Liceti comenzó a trabajar allí, Galileo llegó a prestarle una suma de dinero. Siguieron siendo amigos después de que Galileo dejó Padua, conservándose treinta y tres cartas de Liceti a Galileo (entre el 22 de octubre de 1610 y el 20 de julio de 1641), y doce de Galileo a Liceti (que se habrían perdido de no heber sido insertadas por Liceti en sus propias publicaciones).

## Trabajos
Las diversas publicaciones de Liceti demuestran su gama de intereses, desde la genética y la reproducción a gemas y animales. Su prodigiosa producción matemática hizo que Bonaventura Cavalieri escribiese a Galileo Galilei que “Liceti escribe un libro a la semana ('esso fa un libro en una settimana')”. Su último trabajo, Hieroglyphica (1653), incluido 75 artículos sobre temas variados:
| - Publicados: 53 - Filosofía: 9 - Filosofía-Medicina: 9 - Física-Matemática: 7 - Física-Medicina-Teología: 12 - Filología: 16 | - A punto para imprimir: 19 - Filología: 2 - Filosofía-Matemática-Teología: 8 - Filosofía: 6 - Medicina: 3 | - Iniciados: 3 - Filosofía: 1 - Medicina: 1 - Teología: 1 |

Este artículo sigue una división diferente.

### Filosofía natural
Los trabajos filosóficos de Liceti tratan principalmente sobre filosofía natural, a la que prefiere llamar “fisiología.” En De animarum rationalium immortalitate libri quatuor, Aristotelis opinionem diligenter explicantes, publicado en 1629, expuso las opiniones de Aristóteles con respecto a la inmortalidad del alma. En su trabajo de 1645, De pietate Aristotelis erga Deum et homines, argumenta que Aristóteles probablemente logró la salvación eterna en la otra vida.
Muchos de sus trabajos en esta área están dedicados a problemas de generación y desarrollo. En 1602, publicó De ortu animae humanae, trabajo en el que examina la manera en la que las tres partes del alma (vegetativa, sensible, y racional) se unen en el feto humano. En De perfecta constitutione hominis in utero liber unus, publicado en 1616, explora más extensamente el tema de la embriogénesis. En este trabajo, difería de Aristóteles en argumentar que, además de una semilla macho, hay también una semilla hembra, que contribuye al alma vegetativa de un feto. Además, argumentó que estas semillas estaban compuestas de partículas de todas partes los cuerpos de los padres, conteniendo algunos de ellos la forma del embrión. Utilizó esta teoría para explicar la herencia de caracteres adquiridos, anormalidades genéticas y especies híbridas.
Su trabajo más famoso en el campo de la generación de los embriones, De monstruorum causis, natura et differentiis, fue originalmente publicado en Padua en 1616 y reimpreso en 1634 con numerosas ilustraciones. En esta obra, Liceti describió y clasificó una variedad de anormalidades del desarrollo y, por primera vez, las clasificó basándose en su morfología y no en su causa. Liceti, aun así, argumentó explicaciones para estas anormalidades, incluyendo la estrechez del útero, problemas con la placenta, y la adhesión del fluido amniótico con el embrión. Fue así el primero en reconocer que las enfermedades fetales podían producir la malformación de la descendencia.
Liceti trató la cuestión de la generación espontánea en su trabajo de 1628 titulado De spontaneo viventium ortu libri quatuor, en el que argumentaba que la vida podría ser generada por la descomposición de plantas o de matera animal en la que permaneciese parte del alma vegetativa o sensible. En 1630, publicó un trabajo de seguimiento (De anima subiecto corpori nil tribuente, deque seminis vita et efficientia primaria in constitutione foetus), en el que contestó a las objeciones de algunos de sus críticos.

### Medicina
Publicó una colección de una larga serie de ejemplos en 1612, De his, qui diu vivunt sine alimento. Su intención era argumentar que los humanos podrían vivir un largo tiempo con una pequeña cantidad o sin ninguna comida; esta tesis fue atacada por sus críticos (en particular el doctor portugués y profesor en Pisa, S. Rodríguez de Castro). Liceti publicó dos respuestas, De feriis altricis animaenemeseticae disputationes en 1631 y Athos perfossus, sive Rudens eruditus en 1636.
Otros trabajos médicos incluyen Mulctra, sive De duplici calore corporum naturalium (1634) y Pyronarcha, sive De fulminum natura deque febrium origine (1636), en el argumentaba que un dolor de cabeza es el equivalente microcósmico del fenómeno macrocósmico del relámpago. Extendiendo esta idea, planteó la relación entre el microcosmos del cuerpo humano y el macrocosmos del universo en su trabajo de 1635 De mundi et hominis analogia.

### Astronomía
En sus trabajos astronómicos, Liceti intentó defender la cosmología aristotélica y el geocentrismo contra las ideas nuevas del heliocentrismo propuestas por Galileo y sus seguidores. Con la aparición de los famosos cometas de 1618 (que posteriormente dieron origen al trabajo de Galileo titulado El ensayador), Liceti publicó una serie de trabajos en los que argumentaba el punto de vista aristotélico que los cometas se hallaban en la esfera más del firmamento más exterior. Estos trabajos incluyeron De novis astris, et cometis libri sex (1623), Controversiae de cometarum quiete, loco boreali sine occasu, parallaxi Aristotelea, sede caelesti, et exacta theoria peripatetica (1625), Anuncio ingenuum lectorem scholium Camelo Bulla (publicado como un apéndice a su trabajo de 1627 De intellectu agente), De regulari motu minimaque parallaxi cometarum coelestium disputationes (1640), y De Terra unico centro motus singularum caeli particularum disputationes (también en 1640). Liceti utilizó estos estudios principalmente para atacar los puntos de vista de G. C. Gloriosi (quien había sucedido a Galileo en la cátedra de matemáticas de la Universidad de Padua) y de S. Chiaramonti, quienes a su vez habían publicado sus propios ataques mordaces sobre los puntos de vista de Liceti.
También estuvo implicado en un debate astronómico más amistoso con Galileo entre 1640 y 1642. En 1640, Liceti publicó Litheosphorus, sive De lapide Bononiensi lucem in se conceptam ab ambiente claro mox in tenebris mire conservante, un trabajo en el que examinó la denominada “piedra que conserva la luz de Bolonia.” Esta piedra era un tipo de barita procedente del Monte Paderno cercano a Bolonia. La piedra tiene la propiedad inusual de adquirir fosforescencia cuando se calcina, pero en aquella época se creía que la fosforescencia estaba causada por la capacidad de la piedra de absorber la luz del sol y de liberarla gradualmente. Liceti realizó una analogía entre el comportamiento de esta piedra y el de la luna, sosteniendo que la luna liberaba por la noche la luz solar previamente absorbida, contrariamente al argumento de Galileo en Sidereus Nuncius de que la iluminación de la luna estaba causada por la reflexión sobre su superficie de la luz del sol hacia la tierra. Liceti envió una copia de su libro a Galileo, quién, en respuesta, escribió una polémica carta al Príncipe Leopoldo de Médici de Toscana, defendiendo sus puntos de vista; esta carta es el último trabajo científico producido por Galileo antes de su muerte. Liceti comprendió que la carta ya había circulado antes de que él la hubiera visto: Galileo le había enviado una versión más amistosa de la carta, que a su vez el propio Liceti había publicado en 1642 junto con su respuesta punto por punto, en su trabajo titulado De Lunae subobscura luce prope coniunctiones, et in eclipsibus observata.
En 1640 y 1641, respectivamente, Liceti publicó dos trabajos más generales sobre la luz y la iluminación, De luminis natura et efficientia libri tres y De lucidis in sublimi ingenuarum exercitationum liber.

### Gemas y Filología
Escribió tres libros sobre gemas antiguas, anillos, y su significado escondido: De anulis antiquis (1645), De lucernis antiquorum reconditis (1625, reimpresa con más ilustraciones en 1652 y 1662), e Hieroglyphica, sive Antiqua schemata gemmarum anularium (1653).
Entre sus trabajos filológicos figura De Petrarchae cognominis ortographia, una larga carta encargada por G. F. Tomasini incluida en su trabajo de 1650 Petrarcha redivivus.

### Miscelánea
Entre 1640 y 1650, Liceti publicó una serie de siete libros en los que analizó cuestiones sobre una gran variedad de temas mediante cartas con algunos de los intelectuales más famosos de su tiempo: De quaesitis per epistolas a claris viris responsa (1640), De secundo-quaesitis per epistolas a claris viris responsa (1646), De tertio-quaesitis per epistolas a claris viris responsa (1646), De motu sanguinis, origine nervorum, de quarto-quaesitis per epistolas a claris viris responsa medico-philosophica (1647), De providentia, nimbiferi gripho, de quinto-quaesitis per epistolas a claris viris responsa (1648), De sexto-quaesitis per epistolas a claris viris responsa (1648), y De septimo-quaesitis, creatione Filii Dei ad intra, theologice denuo controversa per epistolas a claris viris responsa (1650). El segundo volumen de esta serie contenía su opinión sobre el conducto pancreático, que acababa de ser descubierto en 1642 en Padua por Johann Georg Wirsung. En el cuarto volumen, Liceti trataba sobre la circulación de la sangre. El séptimo volumen trataba principalmente sobre una controversia teológica entre Liceti y Matija Ferkić (Matteo Ferchio).

## Legado
- Los libros de Liceti están bien representados en la Biblioteca de Sir Thomas Browne. Es posible que Thomas Browne, quien acudió a la Universidad de Padua hacia 1629, presenció las clases impartidas por Liceti.
- En 1777, el Marqués Carlo Spinelli erigió una estatua de mármol de Liceti en Padua, en Prato della Valle, esculpida por Francesco Rizzi.
- El cráter lunar Licetus lleva este nombre en su memoria.
- La municipalidad de Rapallo ha designado una calle en su honor, 44°20′57″N 9°13′50″E / 44.349056, 9.230660 así como el Istituto Superiore Tecnico Liceti.[7]

## Publicaciones

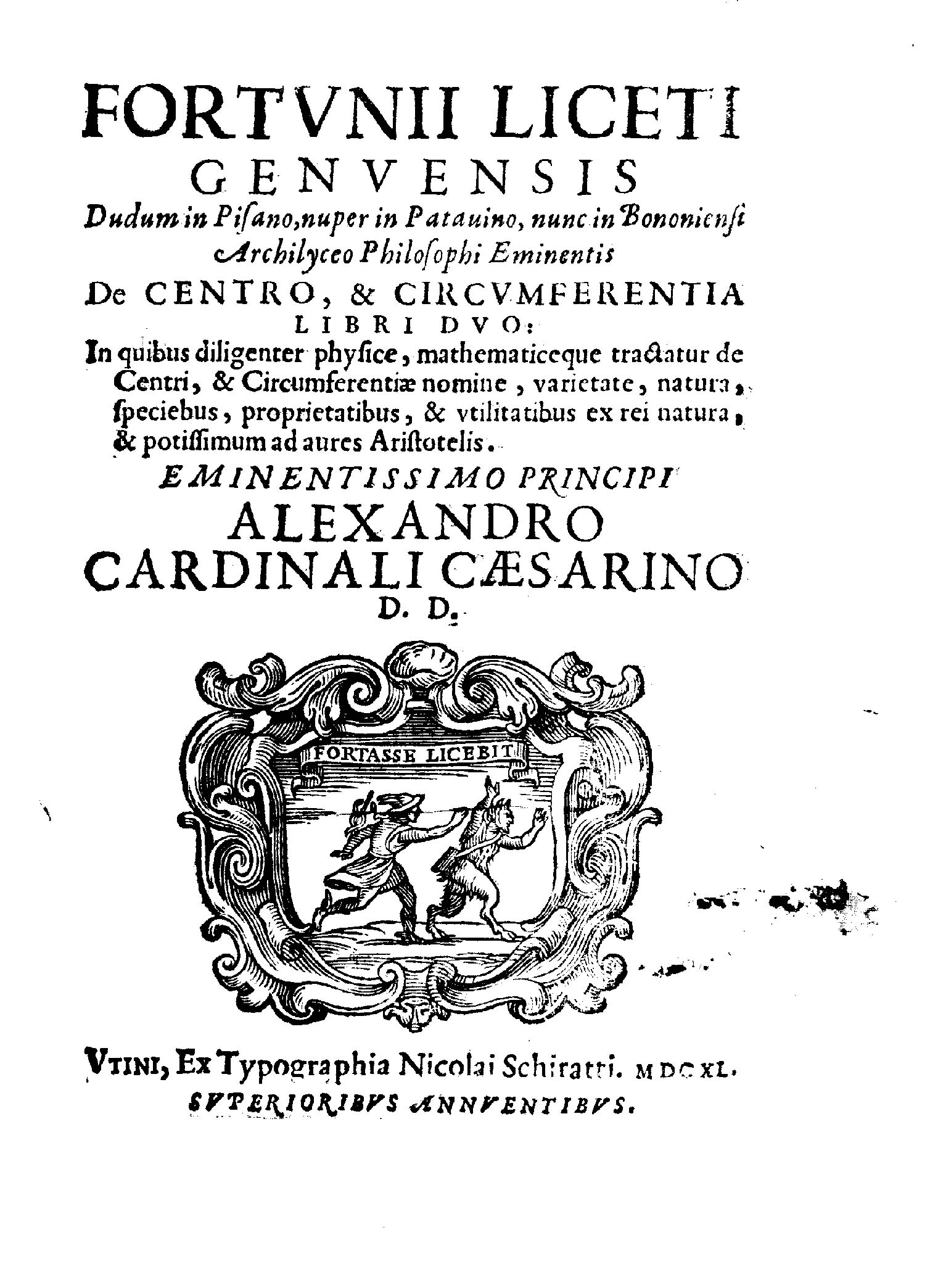
De centro et circumferentia, 1640

- De ortu animae humanae, Genoa 1602.
- De vita, 1607.
- De regulari motu minimaque parallaxi cometarum caelestium disputationes, 1611.
- De his, qui diu vivunt sine alimento, Padua 1612.
- De perfecta constitutione hominis in utero, Padua 1616.
- De monstrorum causis, natura et differentiis, Padua 1616—Reprinted Padua 1634, Ámsterdam 1665, Padua 1668.[8]
  - De monstris, Amsterdam: Sumptibus Andreae Frisii, 1665, OCLC 78500120.—"Ex recensione Gerardi Blasii".
- De lucernis antiquorum reconditis, Venice 1621, reprinted Udine 1652, Padua 1662.
- De novis astris, et cometis, Venice 1622-1623.
- Controversiae de cometarum quiete, loco boreali sine occasu, parallaxi Aristotelea, sede caelesti, et exacta theoria peripatetica, Venice 1625.
- De intellectu agente, Padua 1627.
- De spontaneo viventium ortu libri quatuor, Vicenza 1628.
- De animarum rationalium immortalitate libri quatuor, Aristotelis opinionem diligenter explicantes, Padua 1629.
- De anima subiecto corpori nil tribuente, deque seminis vita, et efficientia primaria in formatione foetus, Padua 1630.
- De feriis altricis animae nemeseticae disputationes, Padua 1631.
- De propriorum operum historia, Padua 1634.
- Pyronarcha sive de fulminum natura deque febrium origine, Patavii: Apud Crivellarium, ad Puteum Pictum, 1634, OCLC 81321661.
- De rationalis animae varia propensione ad corpus, Padua 1634
- De mundi et hominis analogia, Udine 1635.
- Athos perfossus, sive Rudens eruditus, Padua 1636.
- Ulysses apud Circen, sive de quadruplici transformatione, Udine 1636.
- Mulctra, sive De duplici calore corporum naturalium, Udine 1636.
- De regulari motu minimaque parallaxi cometarum coelestium disputationes, Udine 1640.
- Litheosphorus, sive De lapide Bononiensi lucem in se conceptam ab ambiente claro mox in tenebris mire conservante (enlace roto disponible en Internet Archive; véase el historial, la primera versión y la última)., Udine 1640.
- De Terra unico centro motus singularum caeli particularum disputationes, Udine 1640.
- De quaesitis per epistolas a claris viris responsa, Bologna 1640.
- De centro & circumferentia, Udine 1640
- De lucidis in sublimi ingenuarum exercitationum liber, Padua: Typis Cribellianis, 1641.
- De Lunae subobscura luce prope coniunctiones, et in eclipsibus observata, Udine 1642.
- De pietate Aristotelis erga Deum et homines, Udine 1645.
- De anulis antiquis, Udine 1645.
- De secundo-quaesitis per epistolas a claris viris responsa, Udine 1646.
- De tertio-quaesitis per epistolas a claris viris responsa, Udine 1646.
- De motu sanguinis, origine nervorum, de quarto-quaesitis per epistolas a claris viris responsa medico-philosophica, Udine 1647.
- De providentia, nimbiferi gripho, de quinto-quaesitis per epistolas a claris viris responsa, Udine 1648.
- De sexto-quaesitis per epistolas a claris viris responsa, Udine 1648.
- De septimo-quaesitis, creatione Filii Dei ad intra, theologice denuo controversa per epistolas a claris viris responsa, Udine 1650.
- De Petrarchae cognominis ortographia, in G.F. Tomasini, Petrarcha redivivus, Padua 1650, pp. 249–270.
- Hieroglyphica, sive Antiqua schemata gemmarum anularium, Padua 1653.
- Hydrologiae peripateticae disputationes, Udine 1655.
- Ad syringam a Theocrito Syracusio compactam et inflatam Encyclopaedia, Udine 1655.